# 물금동아중학교
물금동아중학교(勿禁東亞中學校)는 대한민국 경상남도 양산시 물금읍 물금리에 있는 사립 중학교이다.

## 학교 연혁
- 1955년 12월 31일 : 재단법인 화산학원 설립 인가, 화산 중학교 개교
- 1958년 10월 21일 : 학교법인 동아학숙에서 인수, 초대 서석기 교장 취임
- 1960년 2월 22일 : 동아 제2중학교로 교명 변경
- 1989년 1월 14일 : 동아학숙에서 학교법인 동림학원으로 분리 설립 인가
- 2000년 9월 1일 : 물금동아중학교로 교명 변경
- 2012년 12월 31일 : 전자도서관 및 커리어 존 구축
- 2014년 9월 9일 : 다목적 강당(청운관) 준공
- 2020년 3월 1일 : 제19대 윤윤조 교장 취임
- 2023년 2월 10일 : 제65회 졸업식(졸업생 총수 12,165명)
- 2023년 3월 2일 : 제68회 입학식(9학급 신입생 269명)

## 참고 자료
- 물금동아중학교 - 한국교육학술정보원 학교알리미